# Carole Cerasi
Carole Cerasi, née en Suède en 1965, est une claveciniste, pianofortiste et professeure de musique classique suédoise. 

## Biographie
Cerasi a une enfance inhabituelle : elle naît en Suède dans une famille d'origine turco-séfarade et avec le français comme langue maternelle ; à  partir de 1982, elle vit à Londres. 
Elle commence à s'intéresser au clavecin à l'âge de onze ans. Trois ans plus tard, elle devient élève de Kenneth Gilbert au Vleeshuis d'Anvers. L'influence musicale la plus importante qu'elle a connue est celle de Jill Severs. Elle a également pris des cours avec Gustav Leonhardt et Ton Koopman. 
En 1992, elle remporte le quatrième prix du Concours international de piano-forte dans le cadre du Festival de musique ancienne de Bruges. 
À Londres, elle devient professeure de clavecin à la Yehudi Menuhin School et professeur de piano-forte et de clavecin à la Guildhall School of Music and Drama et à la Royal Academy of Music . 
Ses tournées de concerts l'amènent un peu partout en Europe et jusqu'en Amérique. Elle se produit au Wigmore Hall, lors de la cérémonie de remise du prix Nobel à Stockholm, lors des festivals du Périgord et d'Istanbul. Elle joue avec l'Orchestre du Siècle des Lumières à South Bank et donne des récitals dans des festivals à Harrogate, Warwick, Brno, Dieppe, Tallinn et Ludwigsburg. Elle joue également au Musée des instruments de musique de Berlin. Elle se produit également en France (La Roque-d'Anthéron, Sablé-sur-Sarthe, Ambronay), Belgique, Norvège, Allemagne, Danemark, Suisse, ainsi qu'au Japon, en Israël, en Colombie, au Canada et aux États-Unis. 
Avec son propre groupe, 'Ensemble Türk', un trio extensible, fondé en 1999, elle interprète le répertoire classique pour piano-forte. 
Elle a créé une œuvre contemporaine pour clavecin du compositeur sud-africain Kevin Volans.

## Discographie (sélection)
- Élisabeth Jacquet de La Guerre, L'Œuvre complète - clavecin Ruckers à Hatchlands Park (1999, Metronome METCD 1026)[3] Gramophone Award 1999.
- Carl Philipp Emanuel Bach, Sonates pour clavier (2000, Metronome METCD 1032) Diapason d'or 2001.
- Thomas Tomkins, Barafostus' Dream : musique pour clavecin et virginal (Metronome METCD 1049) Diapason d'or 2001.
- Music from the Time of Vermeer - avec Julia Gooding (soprano) et Christopher Wilson (luth et théorbe) (2001, Metronome METCD 1051)
- Bach et le manuscrit Möller [11 pièces] clavecin (2001, Metronome MetCD 1055) (2002) Diapason d'or 2003.
- Nebra, Sonates et pastorales (Metronome METCD 1064)
- Bach, Six suites anglaises (2005, Metronome METCD 1078)
- Haydn et l'Art de la variation (2010, Metronome METCD 1085)
- Scarlatti, Sonates pour clavecin : 8, 25, 30, 84, 87, 113, 115, 175, 213, 217, 247, 429, 474, 516 et 517 (22-24 juin 2010, Metronome MET CD 1087)[4] (OCLC 865497910)
- Couperin, Intégrale - clavecin Ruckers à Hatchlands Park (2018)[3]